# Jean Chrétien
Joseph Jacques Jean Chrétien PC OM CC QC (sinh 11 tháng 1 năm 1934), hay thường được gọi là Jean Chrétien (phát âm tiếng Pháp: [ʒɑ̃ kʁetjɛ̃]) là cựu thủ tướng thứ 20 của Canada. Ông giữ chức thủ tướng trên 10 năm, từ 4 tháng 11 năm 1993 đến 12 tháng 12 năm 2003.